# Armênia nos Jogos Olímpicos de Inverno de 1998
Armênia participou dos Jogos Olímpicos de Inverno de 1998, realizados em Nagano, no Japão. 
Foi a segunda aparição do país nos Jogos Olímpicos de Inverno onde foi representado por sete atletas, sendo quatro homens e três mulheres, que competiram em quatro esportes.

## Competidores
Esta foi a participação por modalidade nesta edição:
| Esporte             | Masculino | Feminino | Total |
| ------------------- | --------- | -------- | ----- |
| Esqui alpino        | 1         | 0        | 1     |
| Esqui cross-country | 0         | 1        | 1     |
| Esqui estilo livre  | 1         | 0        | 1     |
| Patinação artística | 2         | 2        | 4     |
| Total               | 4         | 3        | 7     |

## Desempenho

### Esqui alpino
Masculino
| Atleta            | Evento | Descida 1 | Descida 1 | Descida 2 | Descida 2 | Total   | Total | Ref.  |
| Atleta            | Evento | Tempo     | Pos.      | Tempo     | Pos.      | Tempo   | Pos.  | Ref.  |
| ----------------- | ------ | --------- | --------- | --------- | --------- | ------- | ----- | ----- |
| Arsen Harutyunyan | Slalom | 1:07.51   | 34º       | 1:07.60   | 26º       | 2:15.11 | 27º   | [ 3 ] |

### Esqui cross-country
Feminino
| Atleta          | Evento      | Tempo     | Pos. | Ref.  |
| --------------- | ----------- | --------- | ---- | ----- |
| Alla Mikayelyan | 30 km livre | 1:44:03.6 | 58º  | [ 4 ] |

### Esqui estilo livre
Masculino
| Atleta           | Evento | Qualificação | Qualificação | Qualificação | Final       | Final       | Final       | Ref.  |
| Atleta           | Evento | Tempo        | Pontos       | Pos.         | Tempo       | Pontos      | Pos.        | Ref.  |
| ---------------- | ------ | ------------ | ------------ | ------------ | ----------- | ----------- | ----------- | ----- |
| Armen Rafayelyan | Moguls | 25.81        | 23.49        | 19º          | Não avançou | Não avançou | Não avançou | [ 5 ] |

### Patinação artística
Misto
| Atleta                                | Evento | Programa curto | Programa livre | Total | Pos. | Ref.  |
| ------------------------------------- | ------ | -------------- | -------------- | ----- | ---- | ----- |
| Maria Krasiltseva Aleksandr Chestnikh | Duplas | 18             | 19             | 28.0  | 19º  | [ 6 ] |

| Atleta                              | Evento        | Dança obrigatória | Dança original | Dança livre | Total | Pos. | Ref.  |
| ----------------------------------- | ------------- | ----------------- | -------------- | ----------- | ----- | ---- | ----- |
| Kseniya Smetanenko Samvel Gyozalyan | Dança no gelo | 24+24             | 24             | 24          | 48.0  | 24º  | [ 7 ] |

Legenda
| Recorde mundial      | Recorde mundial (World record)               |                       | Recorde africano                      | Recorde africano (African) |                                           | Q | Classificado por posição (Qualified) |
| Recorde olímpico     | Recorde olímpico (Olympic record)            | Recorde da América    | Recorde da América (Americas)         | q                          | Classificado por melhor tempo (Qualified) |   |                                      |
| Melhor marca do ano  | Melhor marca do ano (World leading)          | Recorde asiático      | Recorde asiático (Asian)              | DNS                        | Não largou (Did not start)                |   |                                      |
| Recorde nacional     | Recorde nacional (National record)           | Recorde europeu       | Recorde europeu (European)            | DNF                        | Não terminou (Did not finish)             |   |                                      |
| Recorde pessoal      | Recorde pessoal do atleta (Personal best)    | Recorde da Oceania    | Recorde da Oceania (Oceania)          | DSQ / DQ                   | Desclassificado (Disqualified)            |   |                                      |
| Recorde da temporada | Recorde da temporada do atleta (Season best) | Recorde sul-americano | Recorde sul-americano (South America) | NM                         | Sem marca (No mark)                       |   |                                      |